# Ichneumon quadrimaculatus
Ichneumon quadrimaculatus är en stekelart som beskrevs av Gmelin 1790. Ichneumon quadrimaculatus ingår i släktet Ichneumon och familjen brokparasitsteklar. Inga underarter finns listade i Catalogue of Life.